# Listrocerum murphyi
Listrocerum murphyi là một loài bọ cánh cứng trong họ Cerambycidae.